# Elizabeth Eichhorn

Elizabeth Eichhorn (Junín, Buenos Aires, 31 de marzo de 1957) es una escultora y dibujante argentina.
Nació en Junín, provincia de Buenos Aires, pero radicada en Mar del Plata desde muy niña. Es hija de Guillermo Eichhorn, maestro rural y viajante de comercio, además de dibujante publicitario, y de María Esther Lerena, maestra normal nacional y dibujante por afición. 
Eichhorn es Profesora de Artes Visuales (año 1977) y Técnico Ceramista (año 1975), egresada en su misma ciudad de residencia y ha buscado perfeccionamiento artístico y docente en el país y en el exterior, tanto en Europa como en América, en viajes realizados durante varios años.

## Biografía y comienzos artísticos
En su adolescencia, estudiando el bachiller conoció al escultor Hidelberg Ferrino, que se desempeñaba como profesor de dibujo, con quien contraería matrimonio pocos años después, trabajando a la par del maestro durante más de veinte años en obras menores y en grandes monumentos, como el Monumento a  Nuestra Señora de Belén, obra de 20 metros de altura sobre el Cerro "El Tiro", a 1.500 metros sobre el nivel del mar, en la Ciudad de Belén, departamento Belén, provincia de Catamarca. 
Su participación en el arte fue siempre activa, en encuentros provinciales y nacionales de Muralistas, recibiendo distinciones, como también en numerosas exposiciones de cerámica, dibujo, pintura y escultura, tanto individuales como colectivas por Argentina y por otros países.
Nacida en el seno de una familia que alentó siempre y desde muy pequeña su vocación artística, también la docencia formará parte de su carácter, por lo que creó, en 1997, el "Taller Ferrino", en honor a su esposo fallecido, en el seno de la Casa Museo del mismo nombre, en Mar del Plata. El mismo Taller impulsa a perfeccionarse tanto a artistas noveles como experimentados .
Ha sido muy importante en la trayectoria de su vida profesional el estudio de la capacidad de ciertas personas con deficiencias físicas como ciegos y ambliopes, creando para ello el "Plan Educativo de Escultura para Ciegos 2000", todavía en funciones, sin dejar de organizar eventos culturales múltiples, como exposiciones, seminarios, conferencias audiovisuales, intercambios culturales.

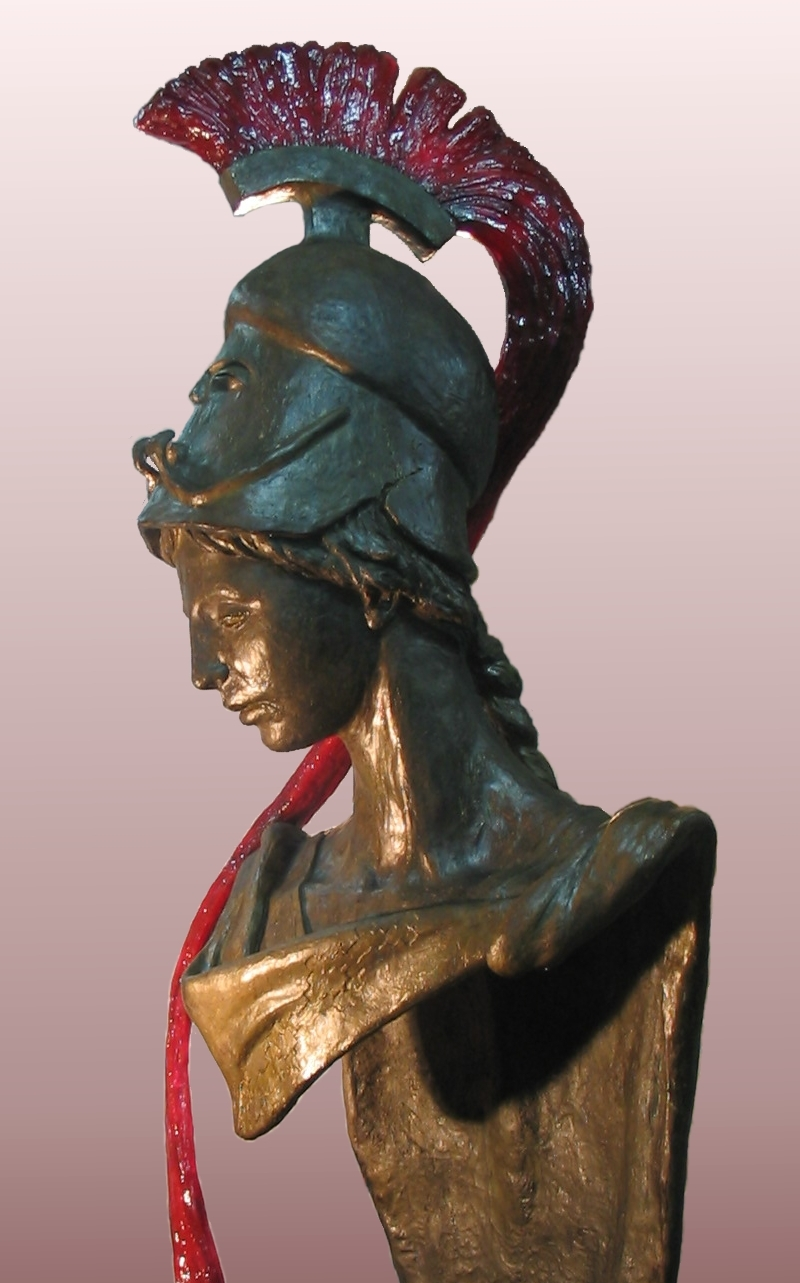
"Atenea Criolla", 190 cm h.
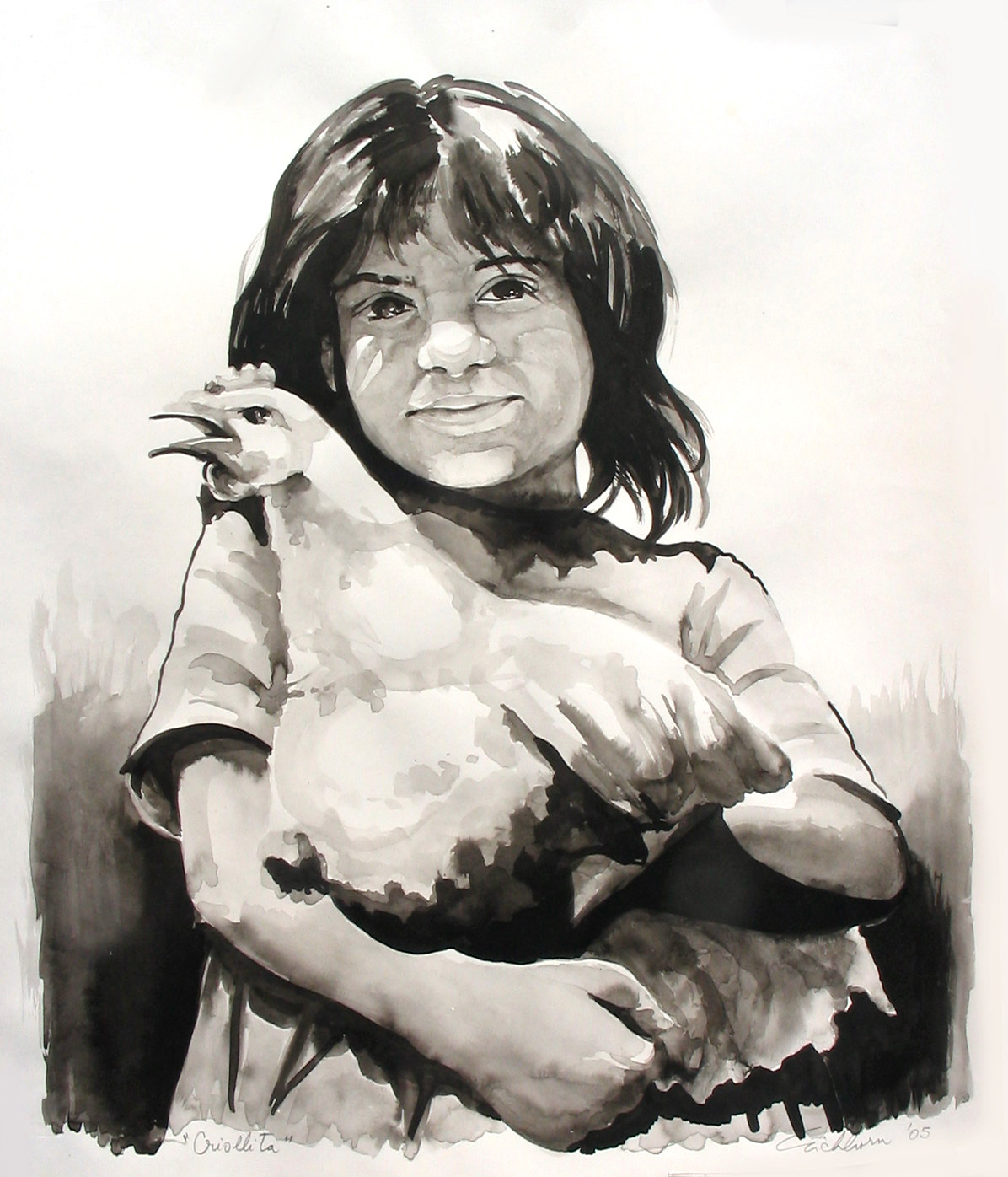
"Criollita", tinta.
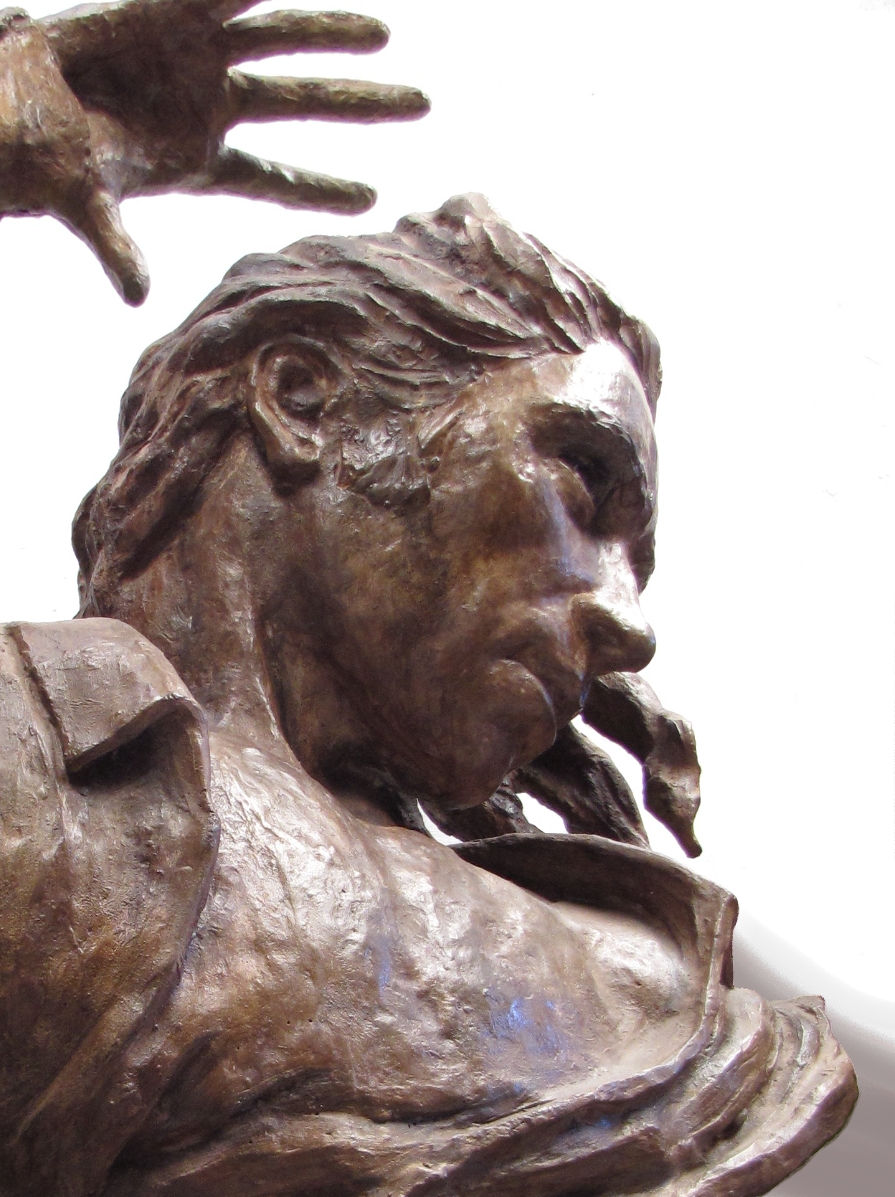
"Taranto", escultura en fibrocemento y madera, 120 cm h.

## El tema de sus obras
El tema preferido de la escultora Eichhorn, fue siempre trabajar sobre el ser humano. En cualquiera de sus manifestaciones y sus expresiones, su obra aborda razas y costumbres y mensajes sociales. En su obra, los símbolos, los paisajes, los sentimientos, los elementos de la naturaleza son siempre representados por figuras humanas alegóricas. El caudal de riquezas que puede aportar la geografía humana es fuente inagotable de inspiración para nuevas obras. Abundan en su producción temas como maternidades, niños, personajes étnicos, alegorías sobre el futuro, las raíces, la explotación infantil, las estaciones, la vejez y los asuntos históricos (estos últimos de fuerte atracción para desarrollar más de una vez).

## Obras públicas

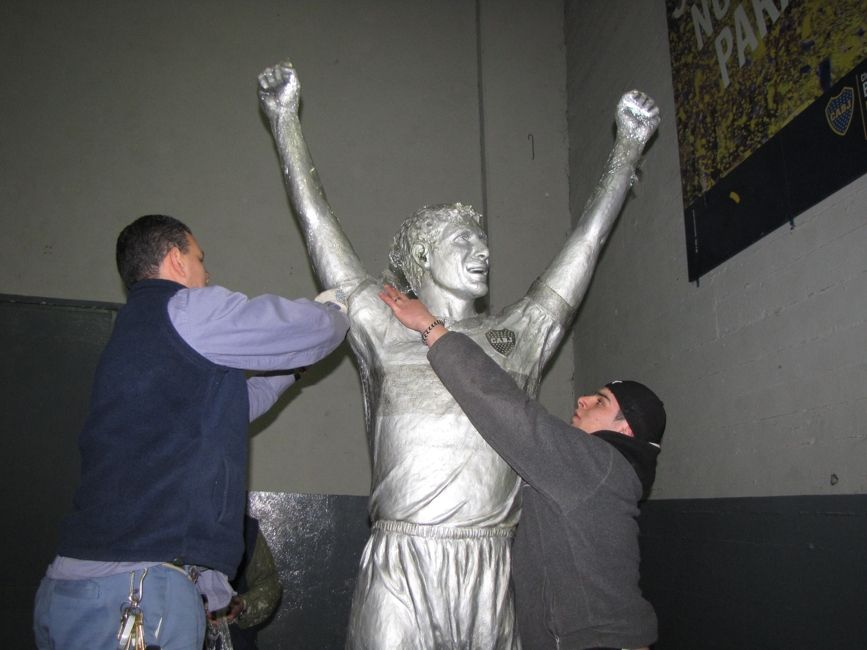
Monumento a Martín Palermo, preparativos, quitando el film protector.

- Su primera obra pública, a los 15 años de edad, fue un mural de mosaico en la Escuela "José Hernández", de Mar del Plata, con motivo de los 150 años de editado el libro "Martín Fierro", obra que donó la Escuela de Cerámica de la ciudad.

- En 1997 realizó un Niño Jesús para el altar homónimo de la Iglesia de San Benedetto Martire, de Mar del Plata.

- En 1999 le fue encomendado un monumento a Manuel Belgrano, consistente en un busto de grandes dimensiones, para La Banda, Santiago del Estero, ubicado frente al Instituto Belgraniano de la ciudad.

- En el año 2005, la Asociación de Residentes Entrerrianos en Mar del Plata inauguró un Monumento al General Francisco “Pancho” Ramírez, para la plaza Urquiza de la ciudad, consistente en un conjunto arquitectónico con simbolismos y coronado por un gran busto del prócer con relieves alusivos sobre su uniforme, representando hechos importantes de su vida.

- En el mismo año realizó un busto homenaje a Pascual Spina, obra llamada “Lobo de Mar”, en homenaje a un legendario pescador del puerto marplatense.

- Con motivo de los 100 años del Diario diario La Capital, se le encargó un busto homenaje a Florencio Aldrey Iglesias, empresario y dueño del periódico, entre otras instituciones.

- En el año 2006, la Iglesia Maradoniana le encarga un Monumento a Diego Armando Maradona, para ser colocado en el Museo de la Pasión Boquense, Club Atlético Boca Juniors, Buenos Aires, a expreso pedido del homenajeado, que descubrió en persona la obra. Fue un homenaje en vida a los 20 años del Mundial de México de 1986, en donde Argentina ganó el título.

- En este mismo año, se le encargó un Monumento a Albano Honores, quien fuera un hombre de la política de la UCR (Unión Cívica Radical) de amplia trayectoria en su ciudad, Miramar.

- Próximos a cumplirse los 19 años del trágico accidente de Alberto Olmedo, en 2007, el sector de la CGT que nuclea a los trabajadores de la televisión inauguró un monumento realizado por Eichhorn, que se erigió a cien metros del lugar de su fallecimiento, en el Boulevard Marítimo y Rivas, de la ciudad de Mar del Plata. Ver Monumento a Alberto Olmedo.

- El Centro de Castilla y León le encomendó la creación del Trofeo “Isabel la Católica”, una distinción que se otorga anualmente a personalidades femeninas de la cultura.

- Desde la ciudad de La Plata se le encargó un relieve de grandes proporciones representando a Víctor Hugo Maraude, deportista de renombre y gran actividad social y humanitaria, recientemente fallecido, para ser ubicado en la costanera, frente a la Plaza España de Mar del Plata, y aunque la obra está terminada, los trámites de emplazamiento se hallan demorados por razones burocráticas desde entonces.

- En el año 2008, víctima del vandalismo anónimo, se destruyó el busto del Monumento al Alberto Olmedo, y el mismo fue repuesto por su misma autora, en tamaño un poco mayor y completando el conjunto arquitectónico con dos relieves, alusivos a los personajes más conocidos del célebre actor fallecido, Captitán Piluso, Rucucu, El manosanta y Rogelio Roldán.

- En la rotonda de la peatonal y la costanera de la ciudad de Miramar, frente a la Secretaría de Turismo, se emplazó en el año 2009 un gigantesco Isólogo corpóreo que distingue a la ciudad, y que se convierte en punto de referencia para entrar a su centro.

- Con motivo de los 200 años de la Prefectura Naval Argentina, en 2010, esta institución le encargó a Eichhorn un gran busto de medio cuerpo representando al Coronel Martín Jacobo Thompson, su fundador, para ser emplazado en la sede de Mar del Plata.

- En el año 2010 se le encargó un Monumento a Juan Román Riquelme, homenaje en vida al jugador de fútbol que le dio muchos triunfos a Boca Jrs., entre ellos la Copa Libertadores de América 2007, y por tal razón se lo realizó con el uniforme de ese año, siendo la obra una figura de 220 cm de altura, colocada en el Museo de la Pasión Boquense, del Club Atlético Boca Juniors, Buenos Aires, obra que fue descubierta por el mismo Román Riquelme el 2 de julio de 2011.

- En febrero de 2011 también se le encomendó un monumento de similares características, para homenajear al jugador de fútbol Martín Palermo, con motivo de su retiro y de su exitosa trayectoria, obra llevada a 306 cm de altura para simbolizar con ello la cantidad récord de goles realizados. El 20 de agosto de ese año el mismo Palermo descubrió la obra, que se halla en el Museo de la Pasión Boquense, Club Atlético Boca Jrs., Buenos Aires.

- Luego le fue encomendado trabajar en las esculturas homenaje de características similares a las anteriores, esta vez a los jugadores: de River Plate, a Matías Almeyda (2012); de Boca Jrs. a Antonio Ubaldo Rattin (2015) y Angel Clemente Rojas, "Rojitas" (2014); de Vélez Sarsfield, a Carlos Bianchi (2015).

- La Escuela de Policía ISFOTEP, de Posadas, provincia de Misiones, inauguró una figura de su autoría, el General José de San Martín, de tres metros de altura, el 17 de agosto de 2012.

- Para el 50º aniversario del Oktoberfest, festividad anual de la Villa General Belgrano, Córdoba, Argentina, fueron realizados cuatro enormes cabezudos para el gran desfile del 19 de octubre de 2013.

- Entre los años 2014 y 2015 se le encomienda crear una serie de 26 grandes relieves para un Oratorio al aire libre en la ciudad de Ayacucho, Prov. de Buenos Aires, con los temas de "Via Crucis" y "Via Lucis".

- Autora del conjunto escultórico "Nuestra Señora del Camino", del Oratorio del Centro de Castilla y León, de Mar del Plata (2015).

- En el año 2016 fue inaugurado un monumento en la ciudad de Gobernador Gregores, Santa Cruz, consistente en una figura retrato del expresidente Néstor Kirchner, obra realizada en el año 2011.
- En el Club Vélez Sarsfield, Buenos Aires, fueron inauguradas tres esculturas realizadas por la artista, en 2015 de Carlos Bianchi, en 2017 de José Luis Chilavert y en 2018 de Daniel Willington.
- En 2017 se inauguró un Monumento al expresidente Dr. Raúl Alfonsín, en la ciudad de Arrecifes, provincia de Buenos Aires.
- En 2019, busto Homenaje a la escritora y docente Norma Mazur, Gran Logia Femenina Argentina, Buenos Aires.
- En 2022, Monumento al Suboficial Submarinista Félix Artuso, Centro de Submarinistas de Mar del Plata.
- En 2023, busto homenaje a la docente Julia Resnikoff, Gran Logia Femenina Argentina, Buenos Aires.

Además de otras obras públicas, posee obras en escultura, pintura y dibujo en colecciones privadas. Ha escrito el libro de memorias: "Una rosa para morir", editado por Editorial Imaginante, en enero de 2023.